# Flaggstövslända
Flaggstövslända (Graphopsocus cruciatus) är en insektsart som först beskrevs av Carl von Linné 1768.  Flaggstövslända ingår i släktet Graphopsocus och familjen glasvingestövsländor. Arten är reproducerande i Sverige. Inga underarter finns listade i Catalogue of Life.

## Bildgalleri

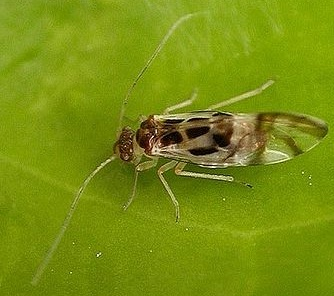
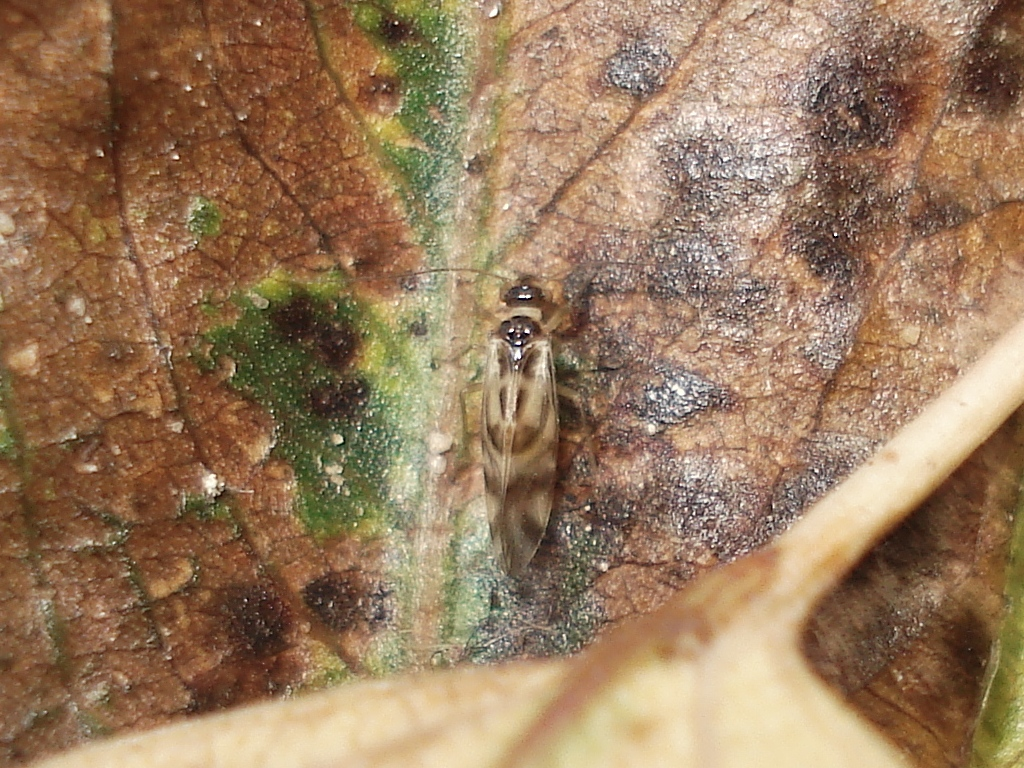
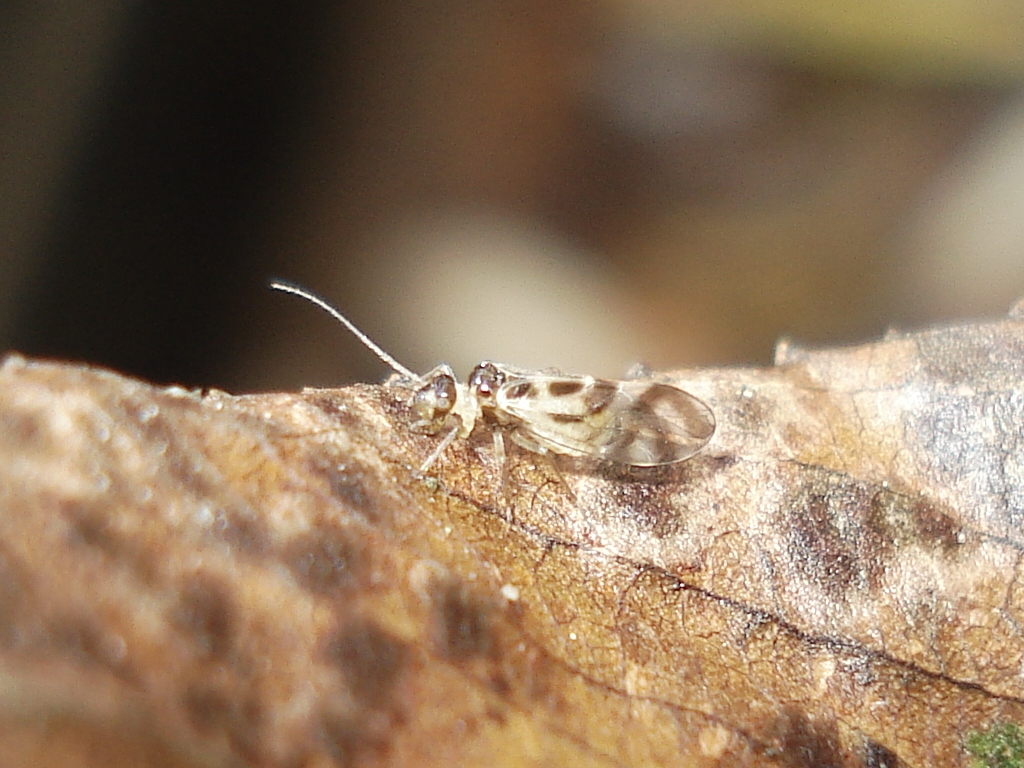